# Bảo tàng ngoài trời Khu định cư Vistula ở Wiączemin Polski
Bảo tàng ngoài trời Khu định cư Vistula ở Wiączemin Polski (tiếng Ba Lan: Skansen Osadnictwa Nadwiślańskiego w Wiączeminie Polskim) là một bảo tàng ngoài trời tọa lạc ở làng Wiączemin Polski, xã Słubice, huyện Płocki, tỉnh Mazowieckie, Ba Lan. Hoạt động của bảo tàng tập trung vào việc giới thiệu văn hóa của tộc người Olęder liên quan đến Giáo Hội Tin Lành Mennonite và Giáo hội Luther.

## Lịch sử
Vào năm 2013, Bảo tàng Masovian ở Płock mua một mảnh đất có diện tích 2,3 ha. Trên mảnh đất có một nhà thờ, một khu trường học cũ với căn hộ của một giáo viên và một nghĩa trang Tin Lành không còn được sử dụng. Hai năm sau, nhà thờ được sửa sang lại và sau đó mở cửa cho công chúng tham quan, nhà thờ cũng là nơi tổ chức các sự kiện văn hóa. Nhà thờ này được xây dựng bằng gạch vào năm 1935. Trước năm 1945, nhà thờ phục vụ các giáo dân của Giáo hội Công giáo La Mã. Sau đó, nhà thờ bị bỏ hoang. Hai trang trại từ những ngôi làng gần đó cũng được chuyển đến bảo tàng ngoài trời.
Vào năm 2017, Bảo tàng Masovian nhận được 7,5 triệu złoty tiền tài trợ cho bảo tàng ngoài trời, trong số đó một nửa là tài trợ của Liên minh Châu Âu và một nửa là tài trợ của Chính phủ tự trị của tỉnh Mazowieckie. Lễ khai trương bảo tàng ngoài trời được tổ chức vào ngày 14 tháng 10 năm 2018.